# Hatred
Hatred — компьютерная игра в жанре shoot ’em up, разработанная и выпущенная польской компанией Destructive Creations для Windows в 2015 году. Намеренно провокационная игра предлагала игроку управлять массовым убийцей-мизантропом, беспорядочно убивающим прохожих и полицейских на улицах города из «ненависти к человечеству». По словам разработчиков, к созданию Hatred их подтолкнула идея «создать нечто идущее наперекор трендам политической корректности». После выхода Hatred получила преимущественно отрицательные оценки критиков — несмотря на скандальную тематику, обозреватели сочли игру однообразной и незапоминающейся.

## Игровой процесс

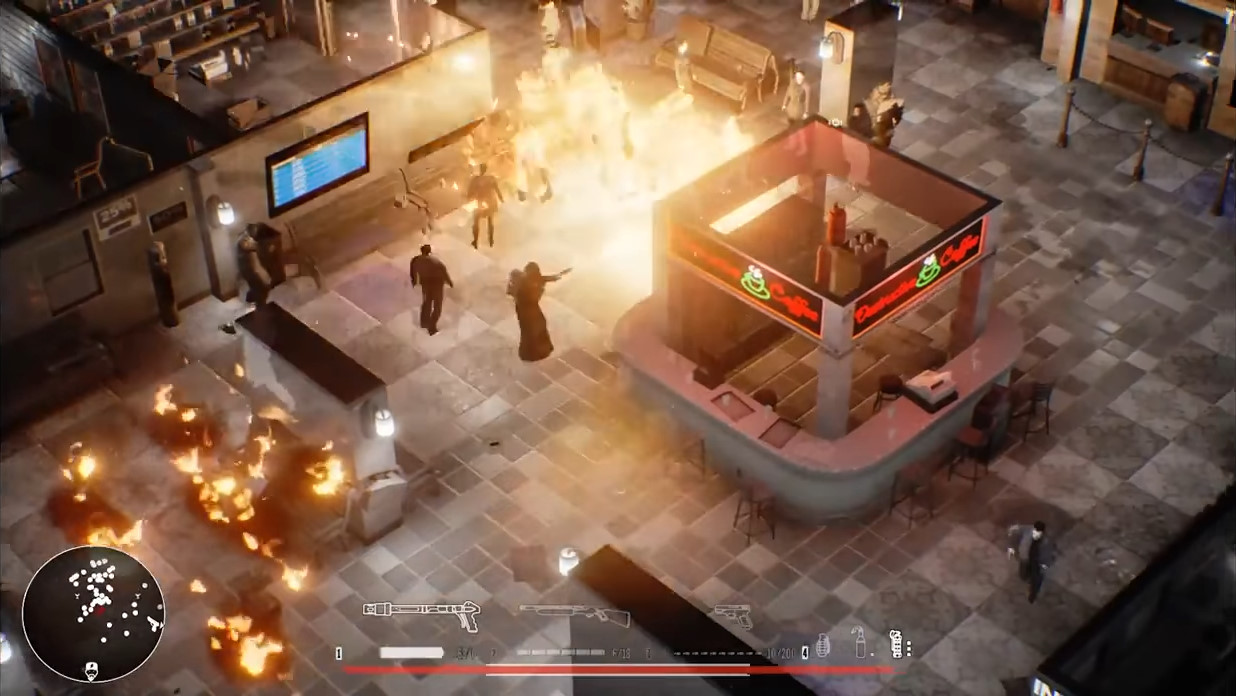
Антагонист (в центре) использует огнемёт против граждан

Hatred — игра в жанре shoot ’em up, представленная в изометрической перспективе, схожей с Postal. Игрок берет на себя роль массового убийцы, расстреливающего невинных граждан и полицию, а на более поздних этапах игры — и военных. Охранников правопорядка он с ненавистью называет «живыми щитами». Игрок может нести три вида оружия и гранаты, а также пользоваться некоторым транспортом. Добивание людей восстанавливает очки здоровья. При смерти игрока, уровень начинается сначала, хотя при выполнении заданий на уровне можно получить ограниченное количество возрождений.

## Сюжет

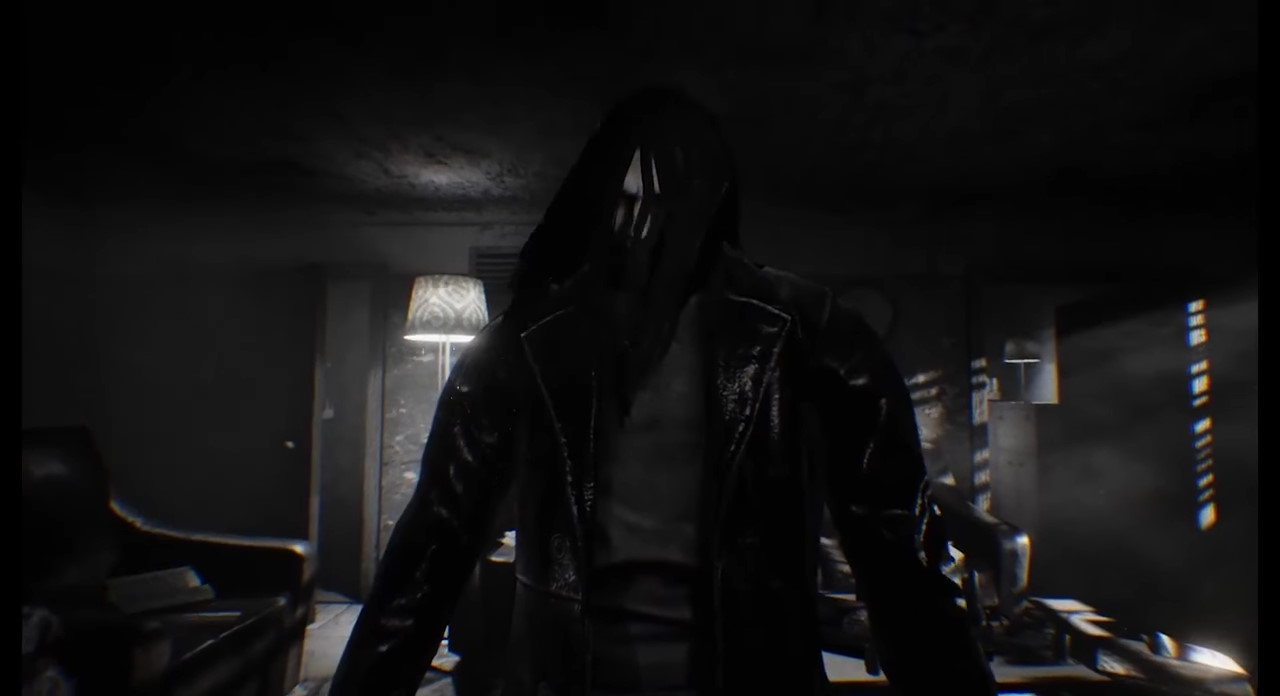
Антагонист

Сюжет Hatred построен вокруг безымянного персонажа, известного как Антагонист. Персонаж испытывает отвращение к обществу и самому существованию, в результате чего решает совершить серию массовых убийств в Нью-Йорке, назвав это «путешествием в один конец». Для осуществления своего замысла он использует различные виды оружия.
Продвигаясь от своего района до полицейского управления 1 Police Plaza, он убивает множество мирных жителей и сотрудников полиции, что вызывает ответную реакцию со стороны властей. Скрываясь от полиции на поезде, Антагонист разрабатывает план завершить своё преступление, уничтожив миллионы людей и покончив с собой, взорвав расположенную рядом с городом атомную электростанцию. Для этого ему требуется пластиковая взрывчатка состава С, которую он получает, атаковав военную базу «Форт О’Коннор» и уничтожив всех находящихся там военнослужащих.
Проникнув на территорию атомной электростанции, Антагонист устанавливает взрывчатку на ядерный реактор и пытается вызвать его перегрузку через систему безопасности. Независимо от успеха этой попытки, на станцию прибывают солдаты, которые расстреливают его, однако, несмотря на полученные ранения, он успевает привести в действие взрывное устройство. В результате взрыва происходит разрушение города, приводящее к массовым жертвам.

## Разработка
Hatred — первая игра Destructive Creations, разработчика видеоигр, базирующегося в Гливице в Польше. Большая часть сотрудников студии ранее работала в другой польской компании, The Farm 51.
В октябре 2014 года был размещён первый трейлер к игре на официальном канале разработчиков на Youtube, а также на официальном сайте игры. В декабре 2014 года игра появилась в Steam Greenlight, однако в этот же день была удалена сотрудниками Valve из-за её антисоциального и деструктивного содержания. Уже через два дня игра вернулась в Greenlight. Гейб Ньюэлл принёс свои извинения за удаление игры Hatred из системы Steam Greenlight, прислав письмо лично на электронную почту Ярослава Зелиньского — руководителя компании Destructive Creations. Hatred стала второй игрой в истории, получившей максимальный возрастной рейтинг от ESRB только за сцены насилия.

## Отзывы
| Сводный рейтинг       | Сводный рейтинг |
| Агрегатор             | Оценка          |
| --------------------- | --------------- |
| GameRankings          | 44,81 %         |
| Metacritic            | 43/100          |
| Иноязычные издания    |                 |
| Издание               | Оценка          |
| Destructoid           | 5,5/10          |
| Game Informer         | 5,5/10          |
| GameSpot              | 3/10            |
| PC Gamer (US)         | 48/100          |
| IGN (Италия)          | 6/10            |
| IGN (Испания)         | 5,5/10          |
| Metro                 | 3/10            |
| Shacknews             | 3/10            |
| Softpedia             | [ 14 ]          |
| Toronto Sun           | [ 15 ]          |
| Русскоязычные издания |                 |
| Издание               | Оценка          |
| 3DNews                | 4/10            |
| StopGame.ru           | «Проходняк»     |
| «Игромания»           | 4,0/10          |
| «Игры Mail.ru»        | 4,0/10          |

Игра получила отрицательные отзывы, согласно сайту агрегации рецензий Metacritic.
Летом 2018 года, благодаря уязвимости в защите Steam Web API, стало известно, что точное количество пользователей сервиса Steam, которые играли в игру хотя бы один раз, составляет 240 088 человек.